# العلاقات التشيكية الكورية الشمالية
العلاقات التشيكية الكورية الشمالية هي العلاقات الثنائية التي تجمع بين التشيك وكوريا الشمالية.

## مقارنة بين البلدين
هذه مقارنة عامة ومرجعية للدولتين:
| وجه المقارنة                                              | التشيك                                                                            | كوريا الشمالية                        |
| --------------------------------------------------------- | --------------------------------------------------------------------------------- | ------------------------------------- |
| المساحة (كم2)                                             | 78.87 ألف                                                                         | 120.54 ألف                            |
| عدد السكان (نسمة)                                         | 10.52 مليون                                                                       | 25.49 مليون                           |
| الكثافة السكانية (ن./كم²)                                 | 133.38                                                                            | 211.47                                |
| العاصمة                                                   | براغ                                                                              | بيونغيانغ                             |
| اللغة الرسمية                                             | اللغة التشيكية                                                                    | لغة كوريا الشمالية القياسية ‏          |
| العملة                                                    | كرونة تشيكية، كرونة تشيكوسلوفاكية                                                 | وون كوري شمالي                        |
| الناتج المحلي الإجمالي (بليون دولار)                      | 215.73 مليار                                                                      |                                       |
| الناتج المحلي الإجمالي (تعادل القوة الشرائية) بليون دولار | 356.15 مليار                                                                      |                                       |
| الناتج المحلي الإجمالي الاسمي للفرد دولار أمريكي          | 17.55 ألف                                                                         |                                       |
| الناتج المحلي الإجمالي للفرد دولار أمريكي                 | 31.19 ألف                                                                         |                                       |
| مؤشر التنمية البشرية                                      | 0.878                                                                             |                                       |
| رمز المكالمات الدولي                                      | +420                                                                              | +850                                  |
| رمز الإنترنت                                              | .cz                                                                               | .kp                                   |
| المنطقة الزمنية                                           | ت ع م+01:00، ت ع م+02:00، توقيت وسط أوروبا، توقيت وسط أوروبا الصيفي، أوروبا/براغ ‏ | ت ع م+08:30، ت ع م+08:30، ت ع م+09:00 |

## منظمات دولية مشتركة
يشترك البلدان في عضوية مجموعة من المنظمات الدولية، منها:
| علم المنظمة | اسم المنظمة              | تاريخ انضمام التشيك | تاريخ انضمام كوريا الشمالية |
| ----------- | ------------------------ | ------------------- | --------------------------- |
|             | الاتحاد البريدي العالمي  | ?                   | ?                           |
|             | الاتحاد الدولي للاتصالات | 1993                | ?                           |
|             | يونسكو                   | 22 فبراير 1993      | 18 أكتوبر 1974              |
|             | الأمم المتحدة            | 19 يناير 1993       | 17 سبتمبر 1991              |

## وصلات خارجية
- موقع وزارة الخارجية التشيكية
- موقع وزارة الخارجية الكورية الشمالية